# 요슈코 그바르디올
요슈코 그바르디올(크로아티아어: Joško Gvardiol, 크로아티아어 발음: [jôʃko ɡʋârdioːl]; 2002년 1월 23일 ~ )은 크로아티아의 축구 선수로 현재 프리미어리그의 맨체스터 시티와 크로아티아 축구 국가대표팀에서 뛰고 있다. 포지션은 센터백이지만 레프트백 또한 소화할 수 있다.

## 클럽 경력
디나모 자그레브에서 유소년 선수로 활동했고 2019년부터 1군 프로 선수 생활을 시작했다. 그 해 10월 18일 HNK 고리차를 4-2로 꺾은 경기를 통해 첫 리그 경기를 뛰었다.
2020년에 독일 분데스리가의 RB 라이프치히로 이적하면서 처음으로 해외 리그에 도전했고 2023년 8월 5일에 잉글랜드 프리미어리그의 맨체스터 시티 FC로 이적했다.

## 국가대표팀 경력
크로아티아 연령별 청소년 대표팀을 거쳤으며 2021년에 UEFA 유로 2020에 참가하는 크로아티아 대표팀에 발탁되었다. 유로 2020을 앞두고 6월 6일에 열린 벨기에와의 친선 경기에서 크로아티아 국가대표로서 A매치에 처음으로 출전했다.

## 출전 통계
| 클럽            | 시즌    | 출전 | 득점 |
| --------------- | ------- | ---- | ---- |
| 디나모 자그레브 | 2019-20 | 12   | 1    |
| 디나모 자그레브 | 2020-21 | 40   | 3    |
| 라이프치히      | 2021-22 | 46   | 2    |
| 라이프치히      | 2022-23 | 42   | 3    |
| 맨체스터 시티   | 2023-24 | 42   | 5    |
| 맨체스터 시티   | 2024-25 | 34   | 5    |

## 수상 내역
디나모 자그레브
- 프르바 HNL: 2019-20, 2020-21
- 크로아티아컵: 2020-21
- 크로아티아 슈퍼컵: 2019

RB 라이프치히
- DFB-포칼: 2021-22[1], 2022-23

#### 맨체스터 시티
- 프리미어리그 : 2023-24
- FA 커뮤니티쉴드 : 2024
- UEFA 슈퍼컵 : 2023
- FIFA 클럽 월드컵 : 2023

크로아티아
- FIFA 월드컵 3위: 2022[2]

### 개인
- VDV 시즌의 팀 : 2022-23
- 트로페이 노고메타시(크로아티아어: Trofej Nogometaš) - 프르바 HNL 최우수 U-21 선수: 2021
- 트로페이 노고메타시 - 올해의 팀: 2021
- 국제축구역사통계연맹 올해의 팀: 2022[3]
- 국제축구역사통계연맹 올해의 U-20 팀: 2022[4]